# Brassempouy
Brassempouy is een gemeente in het Franse departement Landes (regio Nouvelle-Aquitaine) en telt 285 inwoners (2012). De plaats maakt deel uit van het arrondissement Dax.

## Geografie
De oppervlakte van Brassempouy bedraagt 10,7 km², de bevolkingsdichtheid is 25,0 inwoners per km².

## Prehistorische grotten
Het dorp verwierf enige bekendheid door twee dichtbijzijnde grotten, op slechts 100 meter afstand van elkaar, waar de Venus van Brassempouy werd ontdekt in 1892, vergezeld door acht andere menselijke figuren.
De onderstaande kaart toont de ligging van Brassempouy met de belangrijkste infrastructuur en aangrenzende gemeenten.

## Demografie
Onderstaande figuur toont het verloop van het inwonertal (bron: INSEE-tellingen).

## Galerij

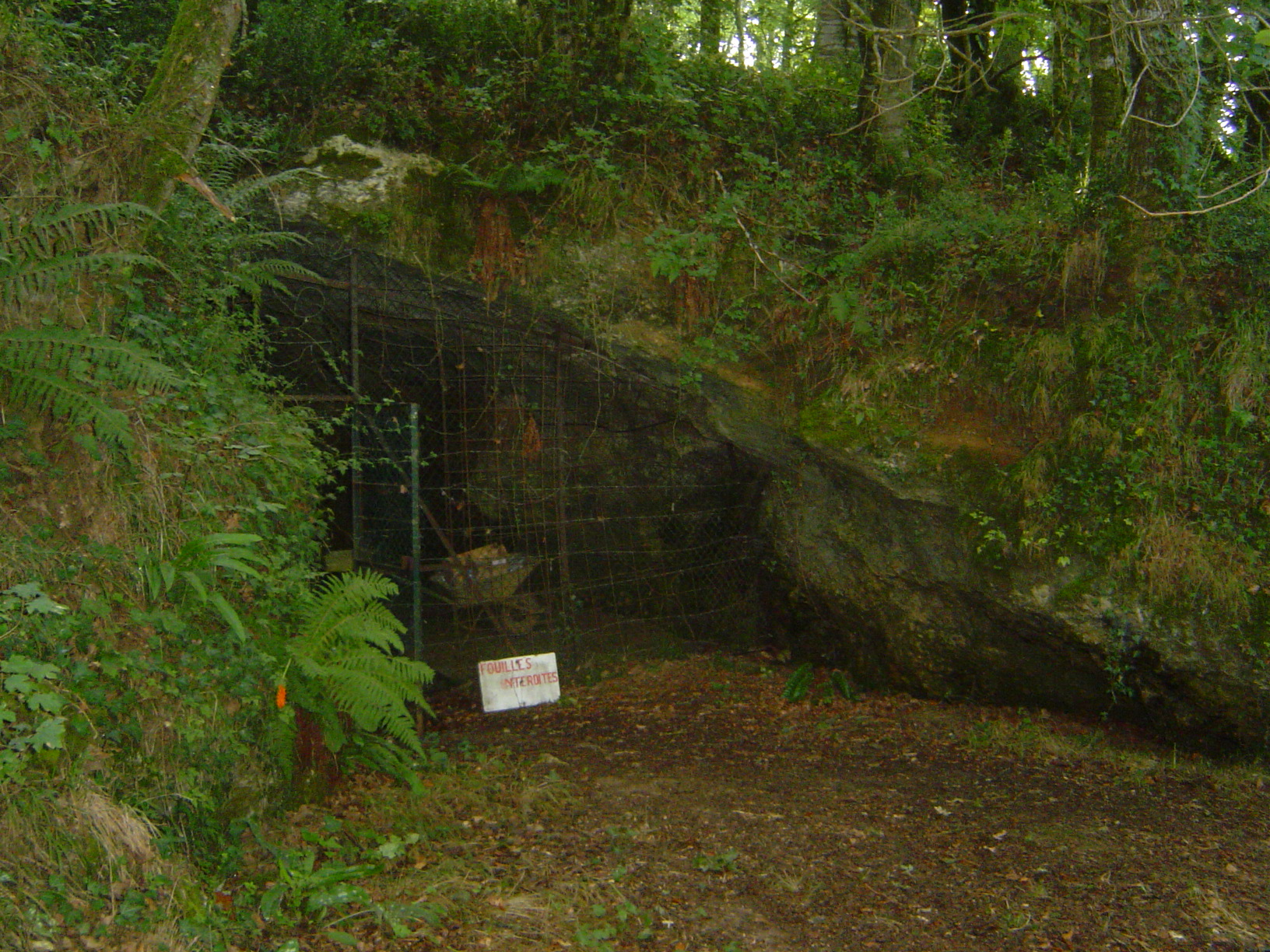
De Grotte du Pape, waarin de Venus van Brassempouy is gevonden
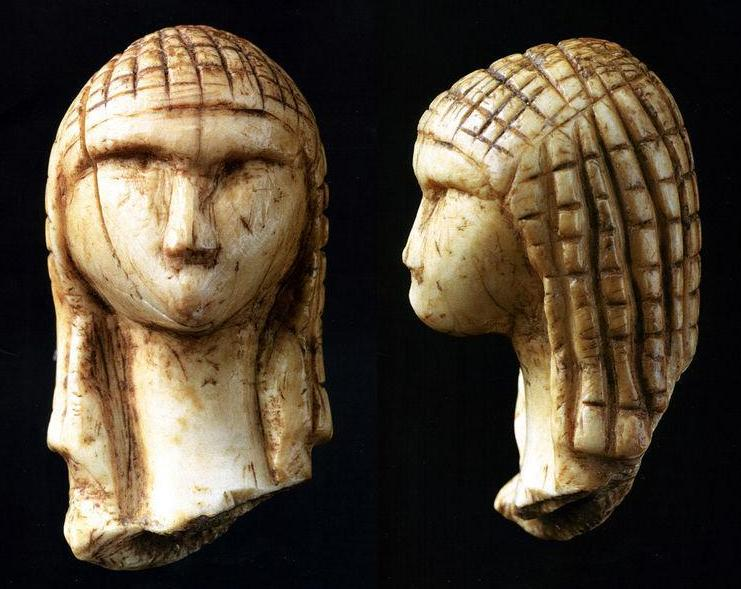
Venus van Brassempouy
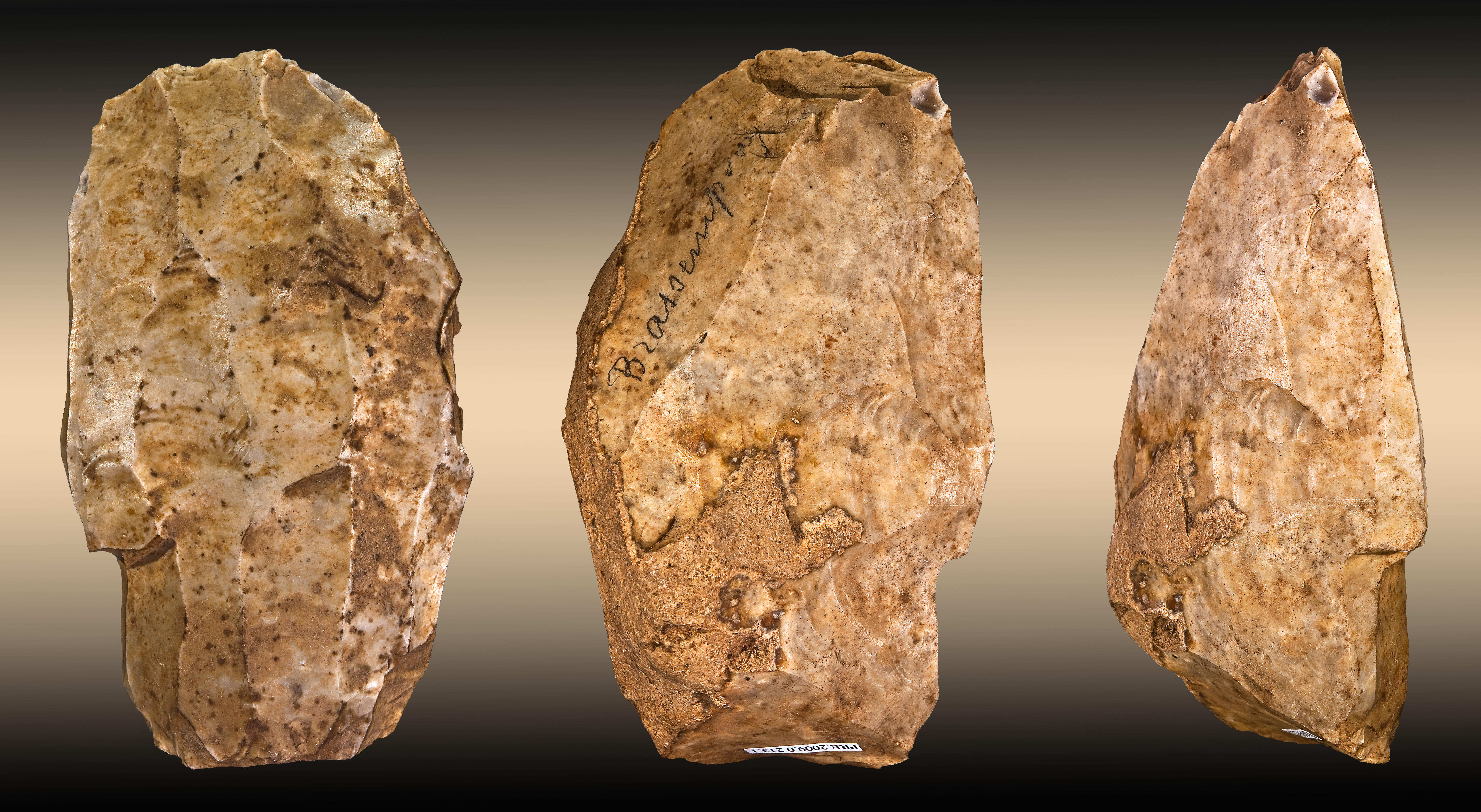
kernsteen – laatpaleolithicum – Brassempouy - Muséum de Toulouse
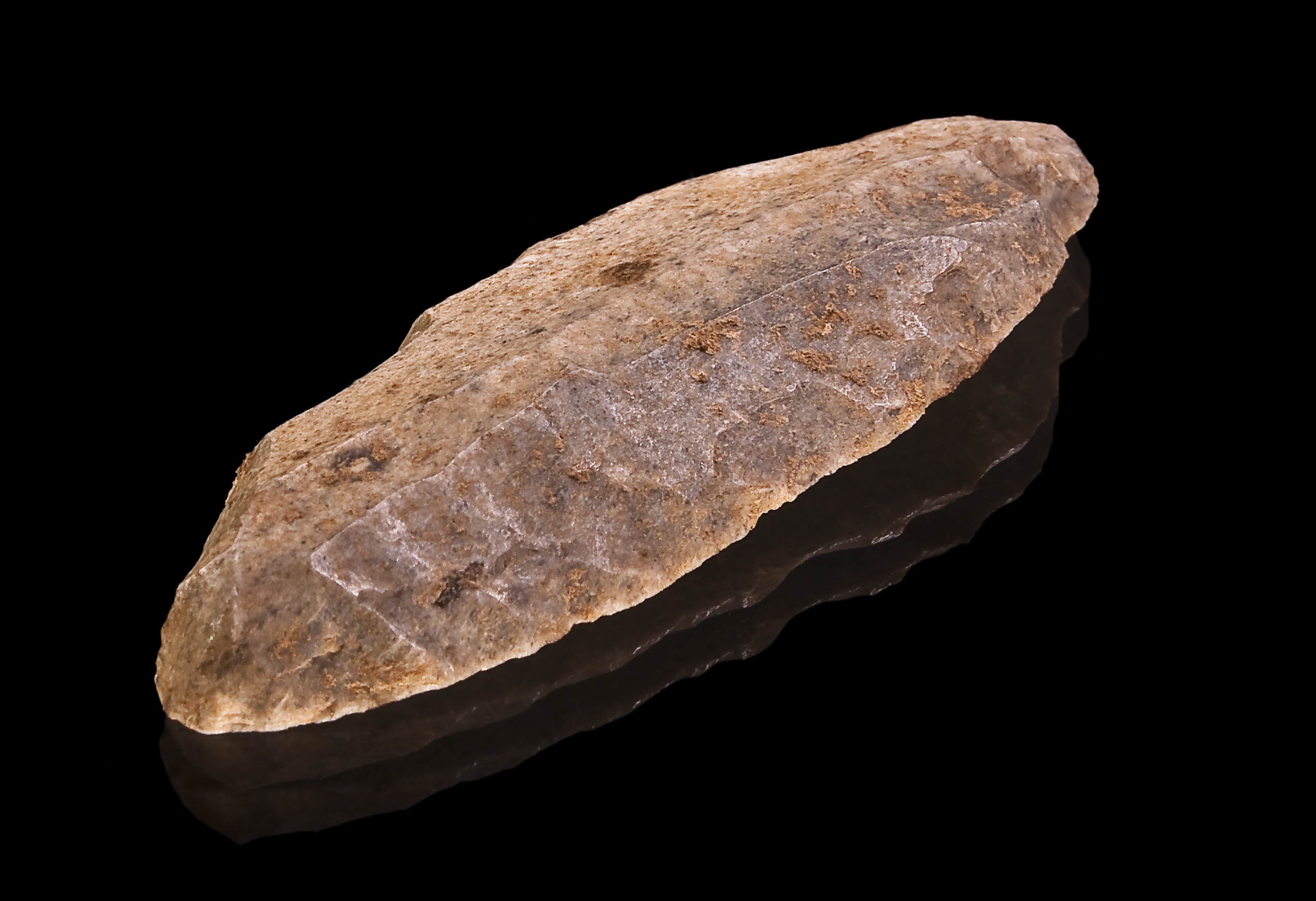
kling – laatpaleolithicum - Brassempouy, - Muséum de Toulouse
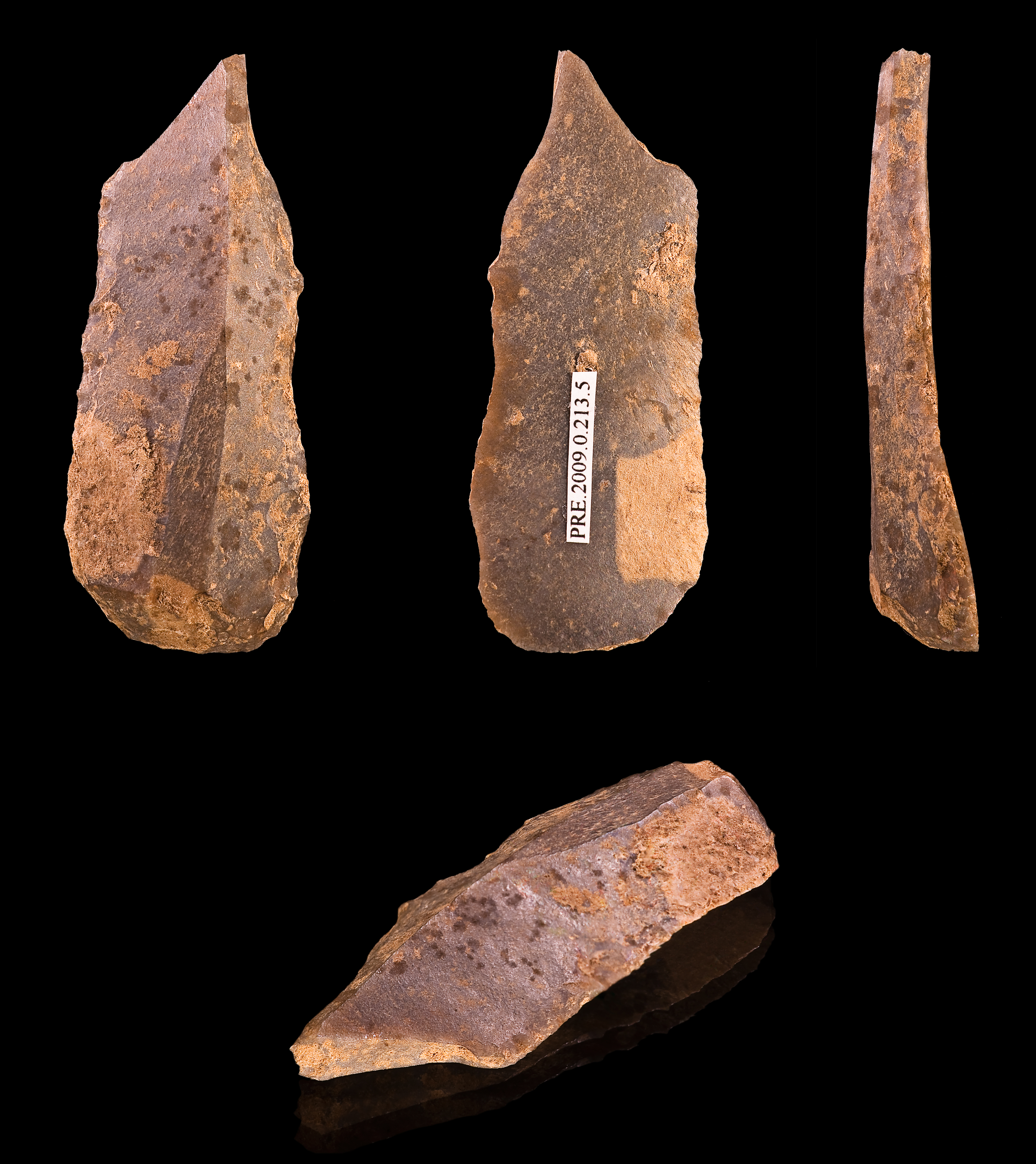
steker - laatpaleolithicum - Brassempouy - Muséum de Toulouse